# Denis Naughten
Denis Naughten (irl. Domhnall Ó Neachtain; ur. 23 czerwca 1973 w Drum w hrabstwie Roscommon) – irlandzki polityk i mikrobiolog, senator, Teachta Dála, minister w rządach Endy Kenny’ego oraz Leo Varadkara.

## Życiorys
Kształcił się w St. Aloysius College w Athlone, następnie studiował mikrobiologię na University College Dublin i University College Cork. Był pracownikiem naukowym na macierzystej uczelni.
Zaangażował się w działalność polityczną w ramach Fine Gael. Od 1997 do 2003 był radnym hrabstwa Roscommon. W 1997 z ramienia panelu rolnego w wyborach uzupełniających, przeprowadzonych po śmierci jego ojca Liama Naughtena, został wybrany w skład Seanad Éireann. Również w 1997 po raz pierwszy uzyskał mandat posła do Dáil Éireann, utrzymywał go w kolejnych wyborach w 2002, 2007 i 2011. W 2010 znalazł się wśród polityków wspierających Richarda Brutona i bezskutecznie próbujących odwołać lidera FG Endę Kenny’ego.
W lipcu 2011 został wykluczony z Fine Gael, gdy głosował przeciw rządowej decyzji o zamknięciu oddziału ratunkowego w szpitalu Roscommon County Hospital. Od 2013 współpracował z innymi niezrzeszonymi posłami w ramach grupy politycznej pod nazwą Reform Alliance.
W wyborach w 2016 i 2020 ponownie wybierany na Teachta Dála, startował jako kandydat niezależny.
W 2016 znalazł się w grupie deputowanych wspierających reelekcję Endy Kenny’ego na urząd premiera. W maju 2016 w jego drugim gabinecie został powołany na ministra ds. komunikacji, zmian klimatycznych i zasobów naturalnych. Pozostał na tym stanowisku również w utworzonym w czerwcu 2017 rządzie Leo Varadkara. Odszedł z gabinetu w październiku 2018, powodem rezygnacji były wątpliwości dotyczące jego spotkań z oferentami w procedurze przetargowej. W wyniku przeprowadzonego audytu nie stwierdzono nieprawidłowości w jego postępowaniu.